# Cypripediaceae
Classification APG II (2003)
Classification APG III (2009)
Famille
Les Cypripediaceae sont une famille de plantes monocotylédones.
Cette famille n'existe ni dans la classification classique de Cronquist (1981) ni dans la classification phylogénétique APG III (2009).
Ces 2 classifications placent les genres de cette famille dans celle des Orchidaceae. La classification classification phylogénétique APG III (2009) les placent précisément dans la sous-famille des Cypripedioideae.
Cette famille a été utilisée essentiellement dans la classification de Dahlgren.